# VakıfBank
VakıfBank — третий по размеру активов турецкий банк. Начал работу 13 апреля 1954 года.
Имеет 938 филиалов, 4268 банкоматов и 402267 POS-терминалов по состоянию на 30 сентября 2020 года. Имеет три международных филиала, расположенные в Нью-Йорке, Бахрейне и Арбиле. Работает в Австрии с дочерней компанией Vakıfbank International AG, имеющей филиалы в Вене и Кельне.

## История
В 1956 году VakıfBank открыл свои первые 10 филиалов в Турции. В 1957 году банк представил первый небанковский продукт — Güneş Insurance. В течение последующих 20 лет банк активно увеличивал присутствие, открывая новые филиалы по всей Турции, с акцентированием внимания на важнейших промышленных и торговых центрах страны. В 1977 году банк имел 207 филиалов.
В 1980-е годы для того, чтобы идти в ногу со временем, VakıfBank начинает инвестиции в технологии. Благодаря этому банк смог улучшить автоматизацию процессов и был успешно интегрирован в централизованную компьютерную банковскую систему. В 1982 году для улучшения динамичности банковских операций банк открывает региональные директораты в Стамбуле, Чукурова и в Эгейском регионе.
В начале 1990-х годов VakıfBank увеличил объём потребительского кредитования, диверсифицировал свой кредитный портфель, расширяя практику кредитования: появились кредиты для финансирования оборудования, корпоративные кредиты, автокредиты, жилищные, брачные, отпускные и образовательные кредиты. Началось расширение предложения кредитных карт, появилось понятие кредитного рейтинга, что способствовало увеличению общей базы клиентов банка. VakıfBank был первым банком в Турции, который предложил оплату услуг с помощью кредитной карты по телефону. В 1993 году VakıfBank получил свой первый синдицированный кредит в размере 38,5 млн. долларов США и создал Vakıf Offshore в Турецкой Республике Северный Кипр.
В 1995 году VakıfBank пересмотрел свою структуру управления для соответствия современным практикам управления. Был создан нью-йоркский филиал для увеличения воздействия банка на международные рынки. В нью-йоркском филиале проводятся международные операции, включая торговые финансы и корпоративный банкинг. В 1996 году VakıfBank создал Vakıf Gayrimenkul, инвестиционный траст и Vakıf Risk Sermayesi Yatirim Ortakligi A.Ş, первую компанию с венчурным капиталом в Турции. В 1997 году VakıfBank провёл первое секьюритирование на 130 миллионов долларов США в отношении дебиторской задолженности по кредитным и дебетовым картам.
В 1998 году VakıfBank создал свою первую домашнюю банковскую платформу для клиентов с существенным объёмом бизнеса. Были установлены новые компьютерные системы для автоматизации импорта и экспорта транзакций в филиальной сети. Банк стал первым в Турции, предложившим долгосрочную ипотеку со сроком погашения до 20 лет.
В 2000 году VakıfBank завершил свой первый выпуск евробондов на 200 миллионов евро с сроком погашения в три года.
В 2001 году VakıfBank представил собственный интернет-банкинг с запуском официального интернет-сайта. В настоящее время Vakıfbank насчитывает более 751 869 клиентов интернет-банкинга. В 2002 году VakıfBank занял первое место по числу кредитных карт, выпущенных в Турции, и занял первое место в Европе по числу выпущенных карт Maestro.
С 2003 года VakıfBank инициировал следующие проекты: маркетинг и продажи, ориентированные на новую филиальную организацию; удалённый доступ (система EXAPI), позволяющий клиентам банка напрямую торговать на Стамбульской фондовой бирже; открыт фонд для родителей, желающих инвестировать для своих детей; стартовала программа фирменной кредитной карты для таких групп, как студенты, преподаватели и военные, а также кредитная карта для любителей трёх самых популярных футбольных клубов в Турции.
В сентябре 2004 года VakıfBank стал руководить международной консультационной фирмой для рассмотрения финансовых и эксплуатационных характеристик.

## Собственники
По состоянию на 2021 год состав собственников банка выглядит следующим образом:
- Министерство финансов Турецкой Республики: 37,45%;
- Фонд благосостояния Турции: 35,99%;
- Пенсионный фонд VakıfBank: 10,30%;
- Другие акционеры: 0,10%;
- Акции в свободном обращении: 16,15%[9].